# What Child Is This?
"What Child Is This?" är en julsång med text skriven 1865 av William Chatterton Dix under en svår sjukdom. Den brukar sjungas till samma melodi som. "Greensleeves."

## Inspelningar
- Johnny Mathis (Merry Christmas, 1958)
- The Brothers Four (1961)
- Al Martino (1964)
- Ray Conniff (Here We Come A-Caroling, 1965)
- Vince Guaraldi (A Charlie Brown Christmas, 1965)
- Joan Baez (Noël, 1966)
- The Lettermen (1966)
- Tony Bennett (1968)
- John Fahey (The New Possibility - John Fahey's Christmas Album Vols. I and II, 1968)
- Ed Ames (1970)
- Andy Williams (Christmas Present, 1974)
- The Lettermen (It Feels Like Christmas 'The Lettermen' album 1987, återutgivet 1992 och 2013)
- Mannheim Steamroller ("A Fresh Aire Christmas", 1988)
- Midnight (All Souls Midnight, 2008)
- Vanessa Williams (A Very Special Christmas 2, 1992)
- Oscar Peterson (An Oscar Peterson Christmas, 1995)
- Dave Brubeck (A Dave Brubeck Christmas, 1996)
- Charlotte Church, (Dream a Dream, 2000)
- Terry McDade och The McDades (Midwinter, 2001)
- Mars Lasar (Christmas From Mars, 2001)
- Kelly Price (One Family: A Christmas Album, 2001)
- Vikki Carr (The Vikki Carr Christmas Album, 2001)
- Plus One (Christmas, 2002)
- MercyMe (WOW Christmas: Red, 2002)
- Jessica Simpson (ReJoyce: The Christmas Album, 2004)
- Jill Johnson (The Christmas in You, 2005)[1]
- Kevin Max (Holy Night, 2005)
- Third Day (Christmas Offerings, 2006)
- Josh Groban (Noël, 2007)
- Rob Halford (Halford III: Winter Songs, 2009)
- Tori Amos (Midwinter Graces, 2009)
- Andrea Bocelli och Mary J. Blige (My Christmas, 2009)
- Jackie Evancho (Heavenly Christmas, 2011)
- Michael Aranda (Featuring Emma Rowley and Eddplant) (2011)
- Rod Stewart (Merry Christmas, Baby [deluxeutgåva], 2012)
- Lindsey Stirling (2012)
- Will Turpin (2012)
- Celtic Woman (Home for Christmas, 2012)
- Sidewalk Prophets (Merry Christmas to You)(2013)
- Libera - Angels Sing - Christmas in Ireland (2013)
- The World Is a Beautiful Place & I Am No Longer Afraid to Die (AV Club Holiday Undercover Series, 2013)
- Bad Religion (Christmas Songs, 2013)[2]
- Liz Madden (Christmas Celebration, 2010)
- Liz Madden (Hear Your Voice, 2014)
- Lauren Daigle (Behold: A Christmas Collection, 2016)

### Svensk version
- Vem är barnet, Carola Häggkvist, Jul, 1991

### Fotnoter
1. ↑  ”The Christmas in You”. Svensk mediedatabas. 27 februari 2005. http://smdb.kb.se/catalog/id/002016286. Läst 9 september 2014.
2. ↑  ”Bad Religion: Christmas Songs: Music”. Amazon.com. http://www.amazon.com/Christmas-Songs-Bad-Religion/dp/B00ERH15WY. Läst 5 januari 2014.